# Koningsbrug (Rotterdam)
De Koningsbrug was een draaibrug over de Oude Haven in de Nederlandse stad Rotterdam. De brug, die de verbinding vormde tussen het Bolwerk en het Oude Hoofdplein, werd op 24 september 1860 geopend door Koning Willem III. De brug werd geflankeerd door vier leeuwen die afkomstig waren van de afgebroken Hofpoort en kreeg in de volksmond de bijnaam Vierleeuwenbrug. Deze leeuwen waren vervaardigd door de Rotterdamse beeldhouwer Johannes Keerbergen. 

## Afbraak
In de Meidagen van 1940 bleef de Koningsbrug gespaard. Na de Watersnood van 1953 werden alle zeedijken op deltahoogte gebracht. Hierbij was het nodig om de Oude Haven van de rivier af te sluiten. De Maasboulevard werd aangelegd en de Koningsbrug werd afgebroken. 

## Leeuwen
Drie van de vier leeuwen verhuisden naar de boulevard en kijken sindsdien uit over de Maas. Ze liggen bij een appartementengebouw dat 'Leeuwenflat ' heet. De vierde leeuw werd door de gemeente Rotterdam geschonken aan de verbindingstroepen (destijds nog onderdeel van de genie) ter herdenking van de inzet in Rotterdam in mei 1940. Hij lag jarenlang op de appèlplaats van de Elias Beeckmankazerne in Ede. Bij het sluiten van de kazerne in 2010 verhuisde de leeuw mee naar de Bernhardkazerne in Amersfoort. Later verhuisde de vierde leeuw naar legerplaats Stroe, waar hij sinds november 2021 het middelpunt vormt van het monument voor de Gevallenen van de verbindingstroepen. Het Defensie schonk de gemeente Ede in 2011 een replica van de vierde leeuw, als dank voor het feit dat Ede meer dan een eeuw garnizoensplaats is geweest. 

## Afbeeldingen

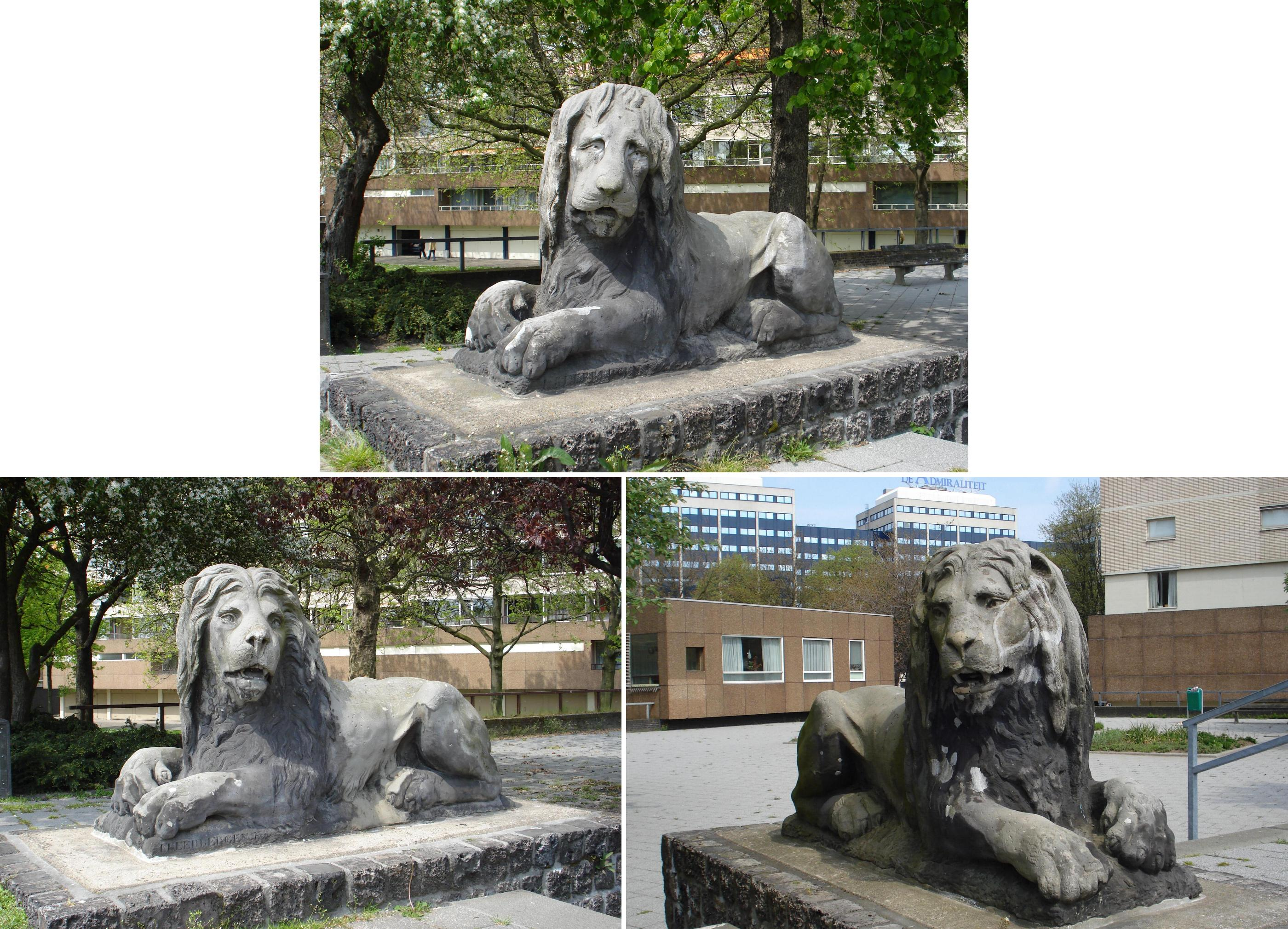
De drie leeuwen in 2007
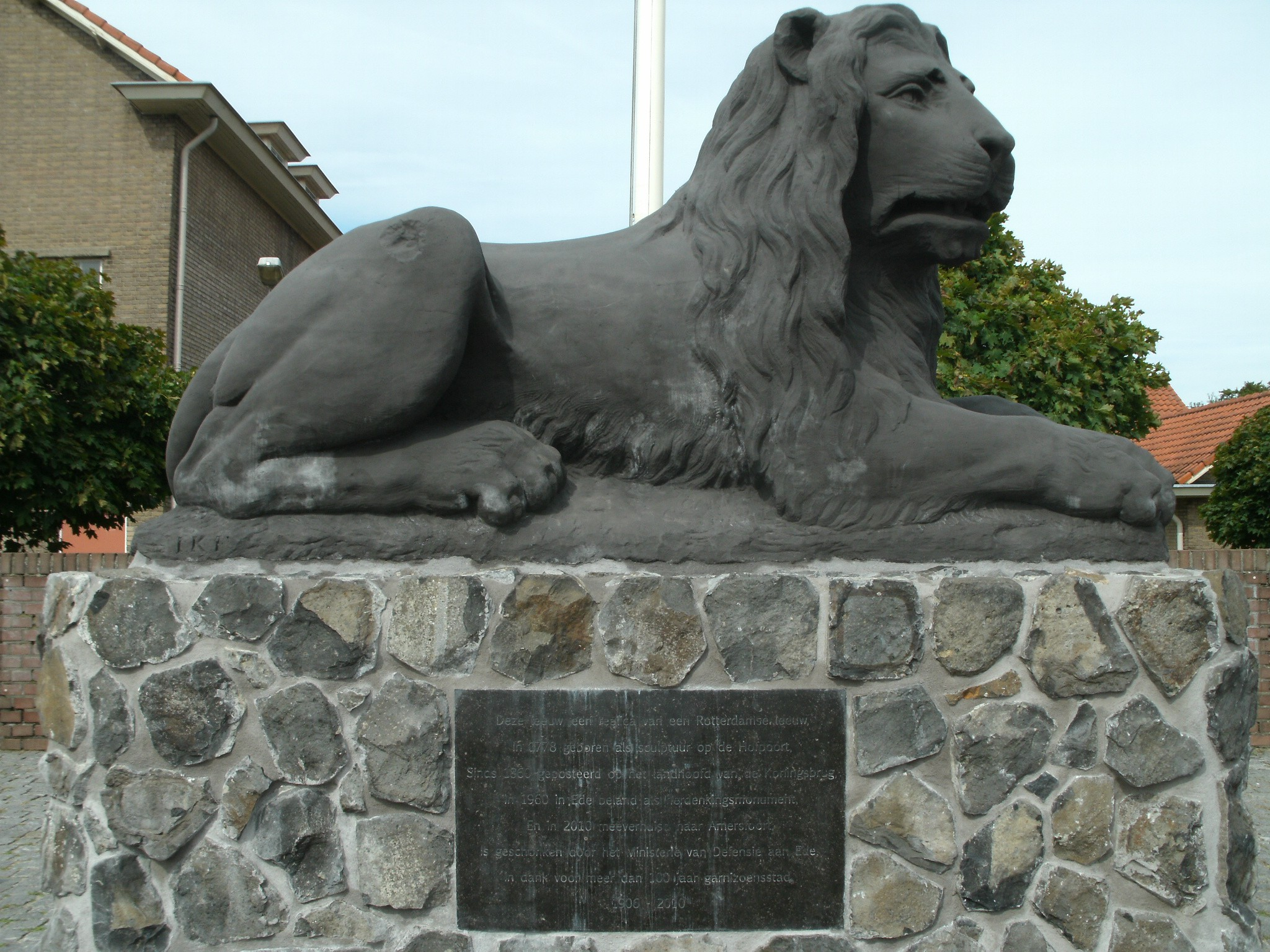
Replica van de vierde leeuw, in Ede (het origineel staat in Stroe)
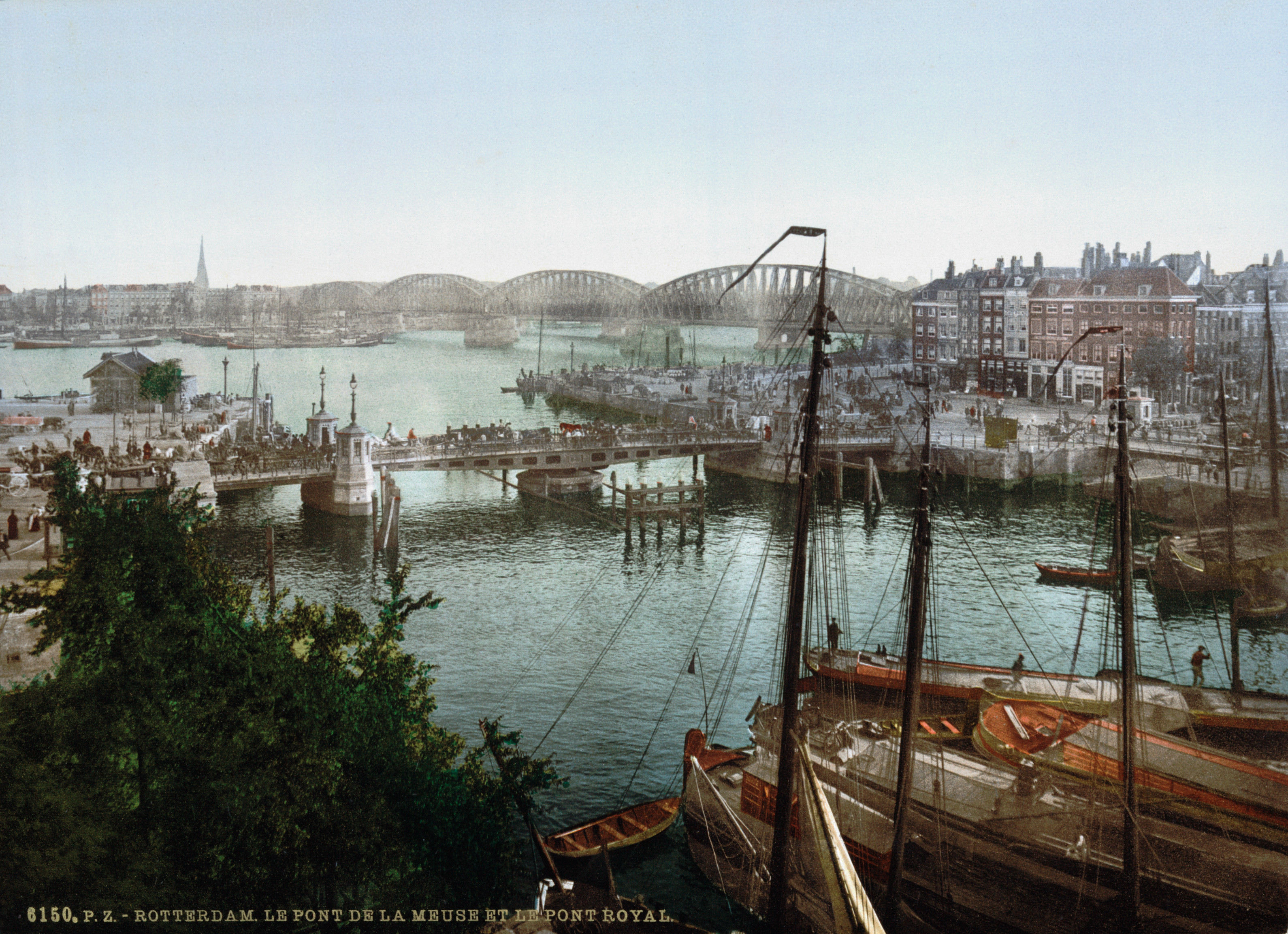
Fotochroom afdruk van de Koningsbrug en de Maasbrug
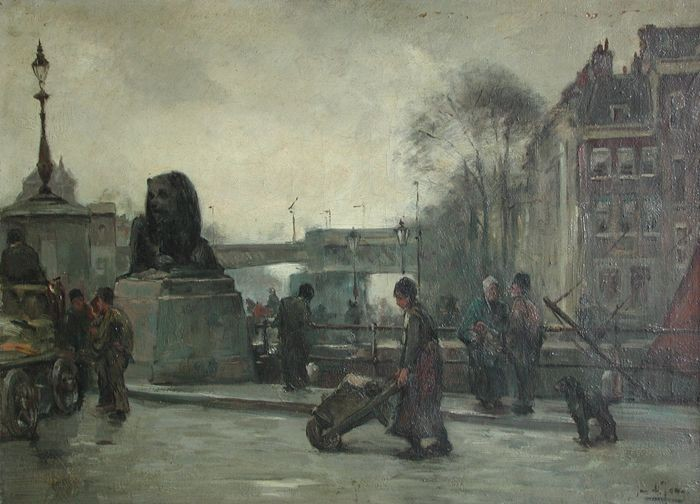
Jan de Jong, Koningsbrug, 1880-1900
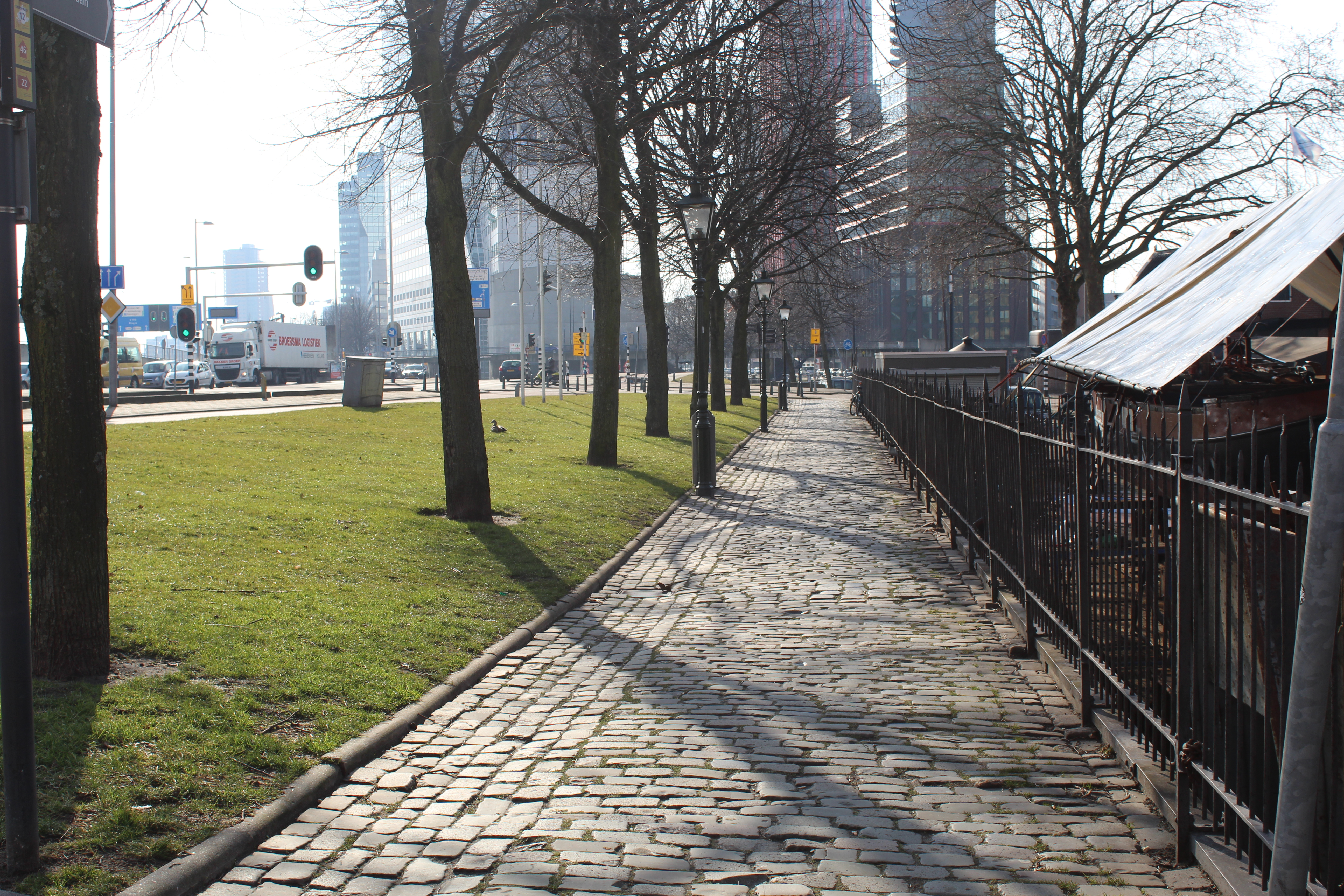
De Koningsdam in 2018, op ruwweg de plek van de Koningsbrug